# لوچیلا مورلاکی
لوچیلا مورلاکی (ایتالیایی: Lucilla Morlacchi؛ ‏ ۲۹ آوریل ۱۹۳۶ – ۱۳ نوامبر ۲۰۱۴) هنرپیشه فیلم‌ها و برنامه‌های تلویزیونی اهل ایتالیا بود.
از فیلم‌های به‌یادماندنی و معروفی که وی در آن نقش داشته‌است می‌توان به یوزپلنگ و یک داستان میلانی اشاره کرد.